# David Füleki

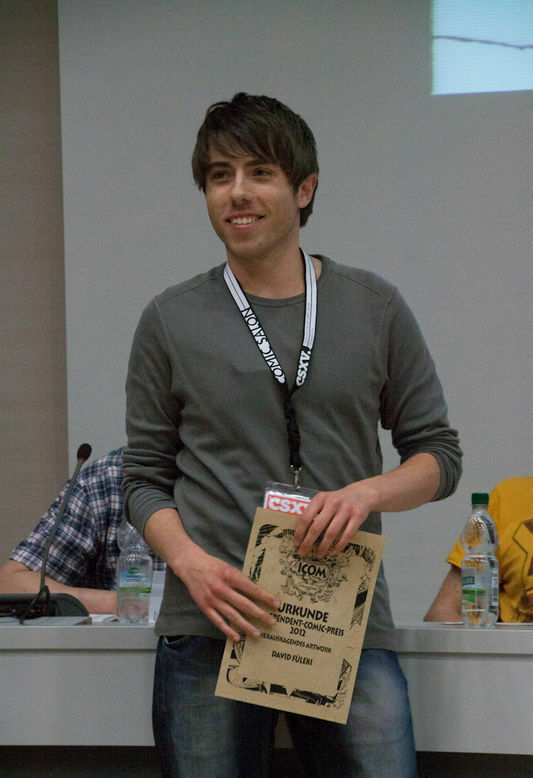
Füleki als ICOM-Preisträger auf dem Comic-Salon Erlangen 2012

David Füleki (* 1985) ist ein deutscher Comiczeichner, Illustrator und Sachbuchautor.

## Biografie
Füleki absolvierte den Bachelor- und den Masterstudiengang Medienkommunikation an der TU Chemnitz. Nach dem Studium, teilweise schon währenddessen, begann er als Comiczeichner und freier Illustrator zu arbeiten. Mit Roy Seyfert gründete er 2008 den Verlag Delfinium Prints, für den er unter anderem als Zeichner und Redakteur tätig ist. 2005 gewann er den Comic-Wettbewerb des Banzai-Magazins und 2008 das Comic-Duell des Magazins Comicgate beim Comic-Salon Erlangen. Zudem erhielt er unter anderem Auszeichnungen beim ICOM Independent Comic Preis und ist Gewinner des Sondermann 2011, den er für seine Reihe Entoman erhielt, sowie des PENG!-Preises für seine Serie 78 Tage auf der Straße des Hasses. 2016 wurde er erstmals fü den Max-und-Moritz-Preis, die wichtigste Auszeichnung für Comics im deutschsprachigen Raum, nominiert. Der Tagesspiegel nennt ihn in diesem Zusammenhang „einen der besten und produktivsten deutschen Comicautoren seiner Generation“ und ergänzt in Bezug auf sein nominiertes Werk 78 Tage auf der Straße des Hasses: „Füleki […] beherrscht sein Handwerk als Zeichner wie als Erzähler. Unter der Oberfläche des ‚sinnlosesten Gemetzels der Welt‘ (Verlagswerbung) erweist er sich als selbstironischer Meister der Metaebenen und offenbart in fast jeder Szene ein tiefes Verständnis von den Möglichkeiten der Kunstform Comic“.
Er veröffentlichte unter anderem für die Verlage Carlsen Comics, Tokyopop, Altraverse, S. Fischer Verlag, Zwerchfell, GRIN, New Ground Publishing, Delfinium Prints und die Manga-Anthologie Shounen Go! Go!. Die politisch orientierte Comic-Reihe seitwärts erscheint seit 2011 in der SPD-Parteizeitschrift Vorwärts. Seit 2012 arbeitet er an dem wöchentlichen Zeitungscomic Der Schlaufuchs, welcher in der Fuldaer Zeitung erscheint und sich primär an ein jüngeres Publikum richtet. Ebenfalls seit 2012 ist er als Letterer in das Projekt Notfunny involviert, der englischsprachigen Version von Joscha Sauers Nichtlustig.
Seit 2020 ist er als Illustrator für den YouTuber GermanLetsPlay tätig. 2021 begleitete er als Illustrator den Social-Media-Auftritt der Deutschen Fußballolympiamannschaft bei den Olympischen Sommerspielen in Tokio. Zur Bekanntgabe des Kaders veröffentlichte der Deutsche Fußball-Bund (DFB) einen Animations-Kurzfilm im Stile früherer Fußball-Anime, den Füleki zeichnerisch umsetzte und der von Trickfilmkünstler Sascha Küpper final animiert wurde. 2022 trat er als Vertreter deutschsprachiger Mangaka in der MDR-Dokumentation Popcult Japan auf, für die er ebenfalls Artwork, Plakat und Titelanimation produzierte.
2025 erörterte er in dem MDR-Format exactly prekäre Arbeitsbedingungen in der hiesigen Mangaka-Szene und konstatierte die fehlende Akzeptanz von deutschen Manga. Obwohl die Mangaszene weltoffen sei, „ist da so ein Knick drin, wo man sagt, deutsche Manga, das akzeptieren wir noch nicht. Nicht alle, also wir reden hier von einem gewissen Teil, aber der Teil macht trotzdem aus, ob es für uns wirtschaftlich Sinn macht.“ Er überlebte einen durch Überarbeitung ausgelösten septischen Schock.

## Werke (Auswahl)

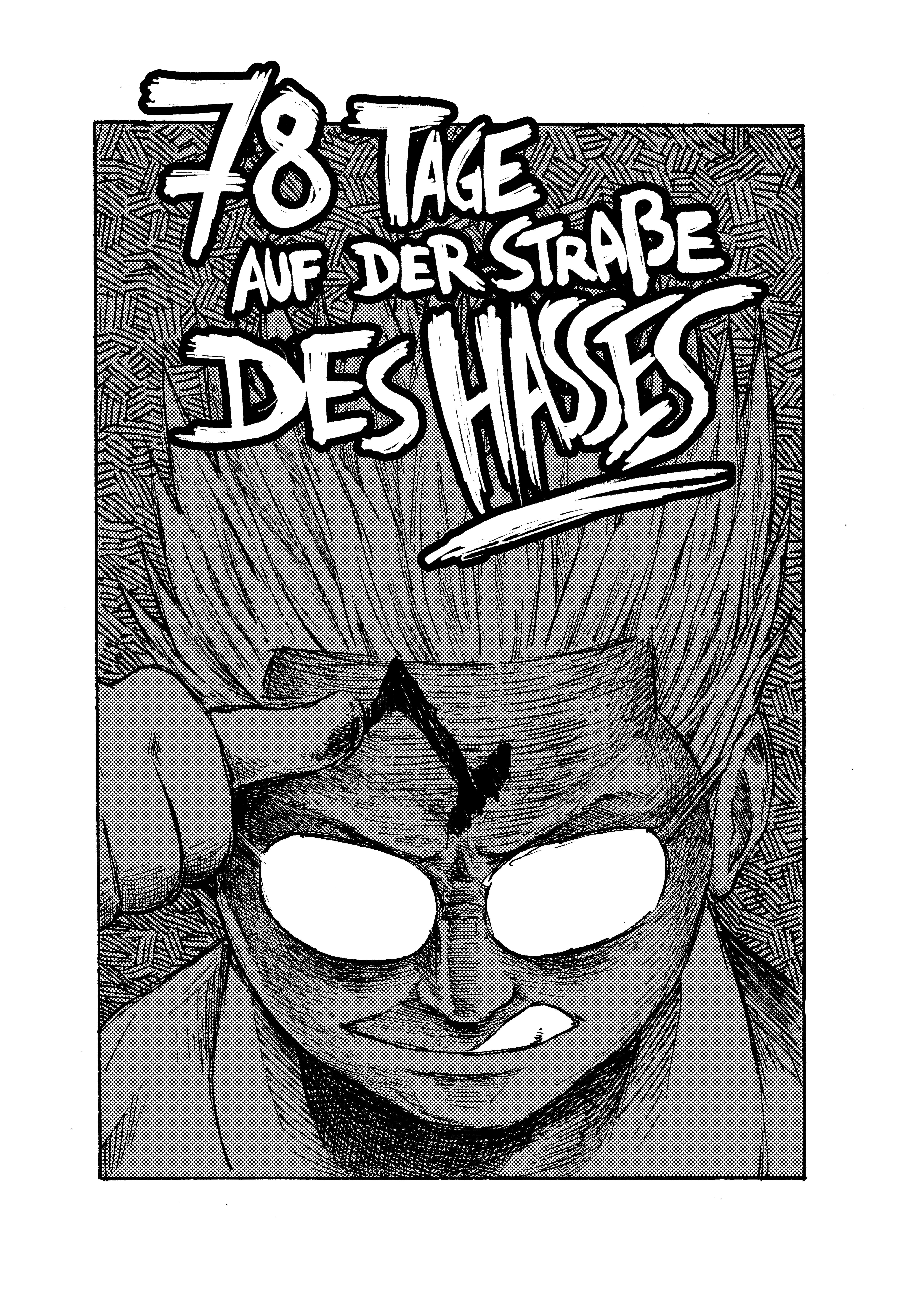
Cover des ersten Bandes von 78 Tage auf der Straße des Hasses

### Comics
- Vereinigung der Superkrieger introducing Toh-Fu (2001, in Banzai! #4)
- Apokalypse am Wochenende (2002, in Manga Talente 2002)
- Like a Hero (2003, in Manga Talente 2003)
- Die Gabe (2005, in Banzai! #50)
- Die höchst fragwürdige Resozialisierung des Wilbert Plumduff oder Die Rückkehr der Robo-Affen (2006, in Manga Fieber #2, Tokyopop)
- tuchfühlung-Comic (erscheint seit 2007 in unregelmäßigen Abständen in dem Campus-Magazin tuchfühlung, bisher 23 Ausgaben)
- 78 Tage auf der Straße des Hasses (seit 2008, Delfinium Prints und Tokyopop, 20 Hefte, 2 Sonderhefte, 3 Taschenbücher, 1 Doodle-Buch)
- Monsterjagd (2008, in Comicgate-Magazin #3; 2011, in Fool on the Hill #14, Skript: Andreas Völlinger)
- Itsy Bitsy Spider (2008, in Unheimlich Manhwa #1, Skript: Andreas Völlinger)
- The Big L (2008, in Shounen Go! Go! #2; 2009, Delfinium Prints, Skript: Andreas Völlinger)
- Suburbia Highschool (seit 2008, Delfinium Prints, 3 Bände)
- Super Epic Brawl Omega (seit 2009, 6 Ausgaben, in Shounen Go! Go! sowie bei Delfinium Prints)
- Struwwelpeter: Die Rückkehr (2009, Tokyopop)
- Entoman - powered by Comicstars (2010, monatlich erscheinender, mittlerweile eingestellter Webcomic)[7]
- Tristesse, Beton und Menschlichkeit (2010, in JAZAM! #5; in Fool on the Hill #13; bei Delfinium Prints)
- Blutrotkäppchen (2010, Delfinium Prints)
- Jingle Bells (2010, in Weihnachtshorrorcomix, undergroundcomiX.de, 3-seitige Kurzgeschichte, Text: Markus Lehmann)
- Unsichtbare Monster (2010, in Baito Oh! #2; überarbeitete Version in Comix 03/2012, 8-seitige Kurzgeschichte, Skript: Andreas Völlinger)
- Im Namen der Forschung (2011, in Manga-Mixx #8, Animexx)
- Erstes Date (2011, in Großstadtaugen, Droemer Knaur)
- seitwärts (erscheint seit 2011 monatlich in der SPD-Parteizeitschrift Vorwärts, bisher 28 Ausgaben)
- G. Jäger des Gräfenberg-Vermächtnisses (2011, in Comicgate-Magazin #6)
- Friendly Neighborhood Rickshaw Boy und Friendly Neighborhood Taxi Family (2011, in JAZAM! #6)
- Manga-Madness: Blutrotkäppchen (2012, Tokyopop)
- Manga-Madness: Serial Sausage Slaughter (2012, Tokyopop)
- Der alte zynische Bastard und das feine Leben (2012, in JAZAM! Der Sinn des Lebens)
- Heilandstaufe (2012, in JAZAM! #7)
- Kesse Disco-Schlampen und die Schneckokalypse (2012, im Manga-Mixx #9 bei Animexx)
- Cartoons in Sammelband Schluss mit Lustig! (2012, edition Sächsische Zeitung)
- Der Schlaufuchs (erscheint seit 2012 wöchentlich in der Fuldaer Zeitung, seit 2014 auch im Magazin Comix, Co-Autor: Andreas Völlinger)
- Gastcomics in Sarah Burrinis Das Leben ist kein Ponyhof 2 (2013, Zwerchfell Verlag)
- Beppo Biber: Wie entstehen Wolken? (2013, in JAZAM! #8)
- Die Letzte ihrer Art (2013, in Perry – unser Mann im All #141 und Comix 09/2013, 12-seitige Kurzgeschichte, Skript: Andreas Völlinger, Farben: Martin Geier)
- Fickschnittchen Schneewittchen (2012, Delfinium Prints; 2014, in Hentai-Mixx #2 bei Animexx)
- Quadrillion Raging Fists Apollo. Final Chapter: The Fall (2014, in JAZAM! #9)
- Shounen Phalanx. Der Tagungsband des ersten Shounen Manga Workshops (2014, Delfinium Prints)
- Auris (2014, in Perry – Erlangen Ashcan-Special #2, Alligator Farm, Skript: Andreas Völlinger)
- Infamous Justice Force Strikers (seit 2014, Delfinium Prints; seit 2017 auch im Magazin Comix)
- Zombie Movie (2014, in Dead Ends, Zwerchfell Verlag, Skript: Michel Decomain)
- Der Schlaufuchs. Das Comicbuch (2014, Parzeller, in Kooperation mit Andreas Völlinger und Susan Burdack)
- Das X markiert den Schatz (oder: Entoman vs. Niereninsuffizienz) (2015, in JAZAM! #10)
- Ahornella die Fischdamenfrau (2015, in Krakel Komik. Meerjungfrauen, Nymphen, Nixon)
- Mutters gelber Schirm (2015, Delfinium Prints)
- Entoman: Amikoverse Heroes (seit 2015, Delfinium Prints; bisher zwei reguläre Teile und ein Sammelband erschienen)
- Allani Persephone (2015, Delfinium Prints)
- Biorogie. Das Nudel Hugi lebt! (2016, in Krakel Komik. Bio)
- Nobo mit der Spitzhacke gegen Rokatrix (2016, in JAZAM! #11)
- Random Quest for 27 magische Wunschdrachen-Artefakte (2016 in Manga-Mixx 10)
- Another Christmas Carol (2016, Delfinium Prints)
- Saga of Eternity Crystals. Legend of Spielstand 2 (2017, in JAZAM! #12)
- Entoman vs. Work-Life-Balance (2017, in Krakel Komik. Mach's dir selbst!)
- Demon Mind Game (2017–2021, Tokyopop, 3 Bände)
- Entoman. Süßes oder Saures, Miau! (2017, Delfinium Prints)
- Definition von Albtraum (2018, in JAZAM! Schreckgeschichten)
- Encyclopaedia Daemonica (2019, Begleitbuch zur Reihe Demon Mind Game)
- Die Wunder des Krakel (2019, in Krakel Komik. Das 5. Buch Krakel)
- Das Martyrium des Krakel (2019, in Krakel Komik. Das 5. Buch Krakel)
- JAZAM! The Best (and Worst) of David Füleki (2019, Kurzgeschichtensammlung)
- Heroes of Rivalry (2021, Webcomic für BMW Esports, Storyboard-Artist, Zeichner: Acky Bright)
- GermanLetsPlay: Im Wirbel der Welten (2021, Community Editions, Zeichner und Co-Autor, Autoren: Haiko Hörnig, GermanLetsPlay, Dario Haramustek)
- GermanLetsPlay: 2022: Durchgewirbelt (2021, Community Editions)
- Völlig meschugge?! (2022, Carlsen Verlag, Vorlagenzeichner für Manga-Sequenzen, finale Umsetzung durch Melanie Garanin)
- Rise of the Reborn (2022, YUNA, Zeichner, Texte von Amir Yarahi alias Kurono und Aljoscha Jelinek)
- Verführung (2022, in Made in Abyss-Anthologie 2, Altraverse)
- Doc Caro – Einsatz fürs Herz (2023, FISCHER Sauerländer, Kooperation mit Autorin Carola Holzner)
- Es war einmal nicht mehr länger so gewesen sein ... (2023, in JAZAM! Coming of Age)
- Royal Banal (2023, Autor, Zeichnerin: Natalia Schiller, in JAZAM! Coming of Age)
- Was ich mal werden will (2023, in JAZAM! Coming of Age)
- GermanLetsPlay und der Traum des Dämons (2023, Community Editions, Zeichner und Autor, Co-Autor: GermanLetsPlay)
- Doc Caro – Einsatz im Blut (2024, FISCHER Sauerländer, Kooperation mit Autorin Carola Holzner)
- Oozyte (2024, in Comics & Mehr #108)
- Einfach Japanisch (2025, Altraverse, Zeichner, Autor: Hirofumi Yamada)

### Bilderbücher
- Struwwelpeter: Das große Buch der Störenfriede (2009, Tokyopop)
- Familiensache (2010, Delfinium Prints in Kooperation mit IKOS)
- Supermops und der rätselhafte Roboheld (Illustrationen, 2020, Südpol, Skript: Nicolas Gorny)
- Leos wilde Abenteuer – Mond-Fieber (Illustrationen, 2020, Südpol, Skript: Andreas Völlinger)
- Supermops und die erstaunliche Eiszeit (Illustrationen, 2021, Südpol, Skript: Nicolas Gorny)
- Detektivbüro Grusel & Co. - Achtung! Weltraum-Glibber (Illustrationen, 2021, Südpol, Skript: Nicolas Gorny)
- Detektivbüro Grusel & Co. - Vorsicht! Geister-Kleister (Illustrationen, 2022, Südpol, Skript: Nicolas Gorny)
- Detektivbüro Grusel & Co. - Hilfe! Zombie-Piraten (Illustrationen, 2023, Südpol, Skript: Nicolas Gorny)
- Rathaus-Guide für Kinder (2025, für Stadt Chemnitz)

### Lernhefte
- Zeitungstreff Kindergarten (Gestaltung, 3. Bände, seit 2014/15, Parzeller)
- Sicher durch den Straßenverkehr mit Leon und dem Schlaufuchs (Inhalt und Gestaltung, 2016, Parzeller in Kooperation mit Polizeipräsidium Osthessen)
- Zwergenmusik. Begleitheft zur Musikalischen Früherziehung. (Gestaltung, 4 Bände, seit 2015, Parzeller in Kooperation mit Musikschule Ebert)

### Fachliteratur
- Geschmacklose Hülle - Kritischer Kern: Eine Analyse des derben Zeichentricks für Erwachsene am Beispiel von Drawn Together (2008, GRIN Verlag)
- Im Zocken vereint: Über die Entstehung der neuen Gemeinschaft der Computerspieler  (2008, GRIN Verlag)
- Die Fandom/Fanservice-Synergie (in Tagungsband PRspektive Online - Public Relations im Netz, 2011, Universitätsverlag Chemnitz)
- World of Warcraft: Mein Online-Ich und ich. Wissenschaftliche Betrachtungen zum erfolgreichsten Online-Rollenspiel der Welt (2013, ScienceFactory)
- 32000 Jahre Comic: Ein historischer Abriss (2013, in Streifband 22)

### Zeichen-Bücher
- Das subversive Weitermalbuch, das schlimm ist (2015, Delfinium Prints)
- Lausbuben Doodle (2016, Delfinium Prints)
- Random Doodle (2016, Delfinium Prints; in Kooperation mit Zeichnern der Comic Solidarity)
- Monster Doodle (2016, Delfinium Prints; in Kooperation mit Zeichnern der Comic Solidarity)
- Action Manga zeichnen (2024, frechverlag)

### Magazine
Regelmäßige illustrative Arbeiten.
- tuchfühlung (Studentenmagazin der TU Chemnitz seit 2007, Comics und verschiedene Illustrationen, seit 2007)
- move36 (Verlag Parzeller, verschiedene Illustrationen, seit 2012)
- Schlaufuchs Magazin (Verlag Parzeller, 2013 bis 2019)
- COMIX (JNK Media, seit 2012 mit verschiedenen Kurzgeschichten und den Serien der Schlaufuchs und Infamous Justice Force Strikers vertreten)

### Filmographie
- Nichtlustig. Die Serie (Animations-Serie von 2015. Produzent)
- Paranormal Demons (Spielfilm von 2018. Storyboard, Ausstattung, Art Direction)
- Popcult Japan (Dokumentation von 2023. Als er selbst, Animation und Grafiken)
- exactly. Manga-Zeichner: Stress, Burnout und Ausbeutung in der Comic-Industrie (Dokumentation von 2025. Als er selbst)

## Preise, Auszeichnungen (Auswahl)
- 3. Platz Manga-Talente 2003 (für Like a Hero)
- 1. Platz Banzai!-Doujinshi-Wettbewerb 2005 (für Die Gabe)
- 1. Platz Comic-Duell 2008
- ICOM Independent Comic Preis 2009 (Kategorie: Sonderpreis der Jury für Comicgate Magazin #3, Comic-Beitrag: Monsterjagd)[8]
- ICOM Independent Comic Preis 2011 (Kategorie: Sonderpreis der Jury für JAZAM! #5, Comic-Beitrag: Tristesse, Beton und Menschlichkeit)[9]
- 1. Platz Jugendzeiten-Wettbewerb von ToonsUp (für Was ich mal werden will)[10]
- 1. Platz Manga-Wettbewerb der Internationalen Funkausstellung Berlin 2011
- 1. Platz August 2011-Wettbewerb von MyComics (für Was ich mal werden will)[11]
- Sondermann 2011 (Kategorie: Web-Sondermann, für Entoman)
- 1. Platz 12-Stunden-Comic-Wettbewerb von MyComics 2012 (für Struwwelpeter und Paulinchen stranden in Japan)
- ICOM Independent Comic Preis 2012 (Kategorie: Herausragendes Artwork)
- PENG!-Preis 2015 (Kategorie: Manga aus Deutschland, für 78 Tage auf der Straße des Hasses)
- 1. Platz 12-Stunden-Comic-Wettbewerb von MyComics 2015 (für Mutters gelber Schirm)
- Qualitätssiegel für Kinder- und Jugendzeitschriften der Stiftung Lesen für Schlaufuchs Magazin
- ICOM Independent Comic Preis 2018 (Kategorie: Bester Independent Comic für JAZAM Vol. 12: Spiel, Comic-Beitrag: Saga of Eternity Crystals. Legend of Spielstand 2)[12]
- German Influencer Award 2020: Rising Star (Kategorie: Art)[13]
- Leipziger Lesekompass für Detektivbüro Grusel & Co – Achtung! Weltraum-Glibber (zusammen mit Autor Nicolas Gorny)[14]
- Katholischer Kinder- und Jugendbuchpreis für Völlig meschugge?![15]
- 1. Platz Comics & Mehr Comic-Wettbewerb 2024 für Oozyte[16]